# Patio
Un patio (mot espagnol, du latin pateo, les prononciations [patjo] et [pasjo] sont possibles,) est un  espace de vie intérieur clos à ciel ouvert, de plan carré, au centre d'une habitation, typique de l’architecture méditerranéenne vernaculaire traditionnelle. Il est en général bordé d'une galerie ouverte de circulation. Son usage privé le distingue d'une cour, lieu de passage semi-public servant de transition avec la rue. Aux États-Unis et au Canada (Acadie, Québec) « patio » peut désigner une terrasse simple et non recouverte. Ce sens existe également en anglais.

## Étymologie et prononciation
« Patio » est un mot espagnol du XVe siècle, issu du latin « pateo », « largement ouvert, béant ») ou d'une aphérèse du latin spatium (espace où l'on circule, lieu de promenade, tour de promenade, place).
Selon Le Grand Robert, le Dictionnaire de l'Académie française et de nombreux dictionnaires, la prononciation à l'espagnole [patjo] ou la prononciation francisée [pasjo] sont possibles,,.

## Histoire
Le Proche-Orient, l'Égypte, la Grèce et la Rome antique adoptent ce modèle durant l'antiquité, avec deux sortes d'espaces découverts, le péristyle grec et l'atrium romain des domus et villas romaines, égyptienne et grecque…

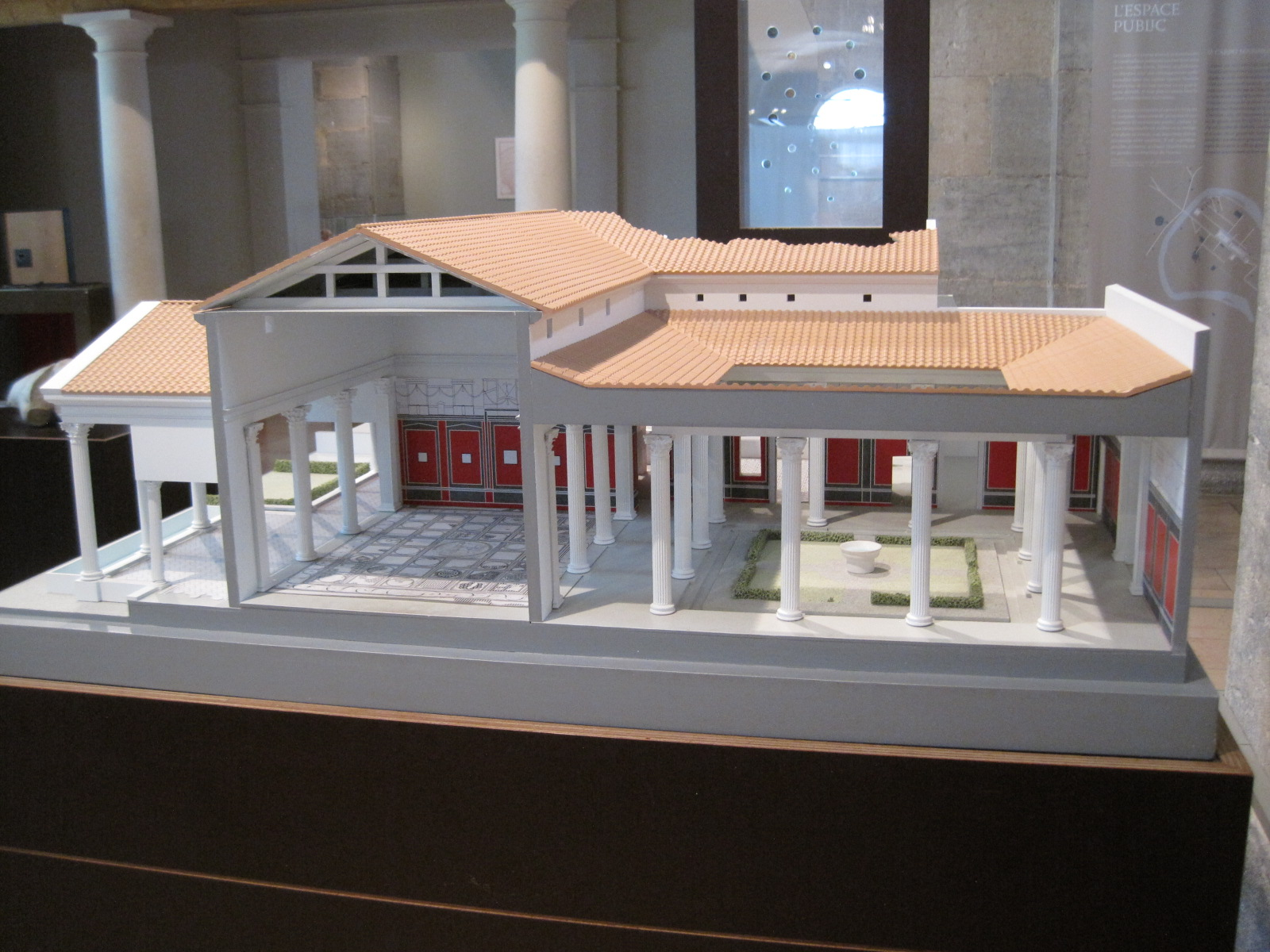
Maquette de l'atrium d'une domus gallo-romaine à Besançon.
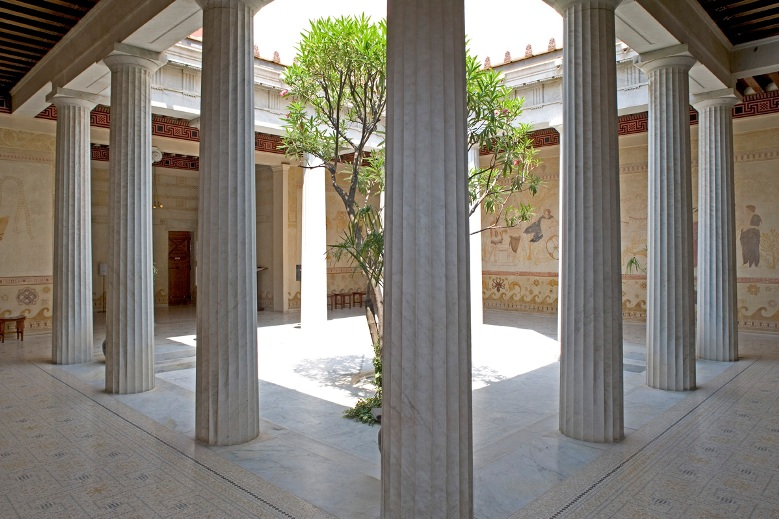
Péristyle de la villa Kérylos de Beaulieu-sur-Mer.
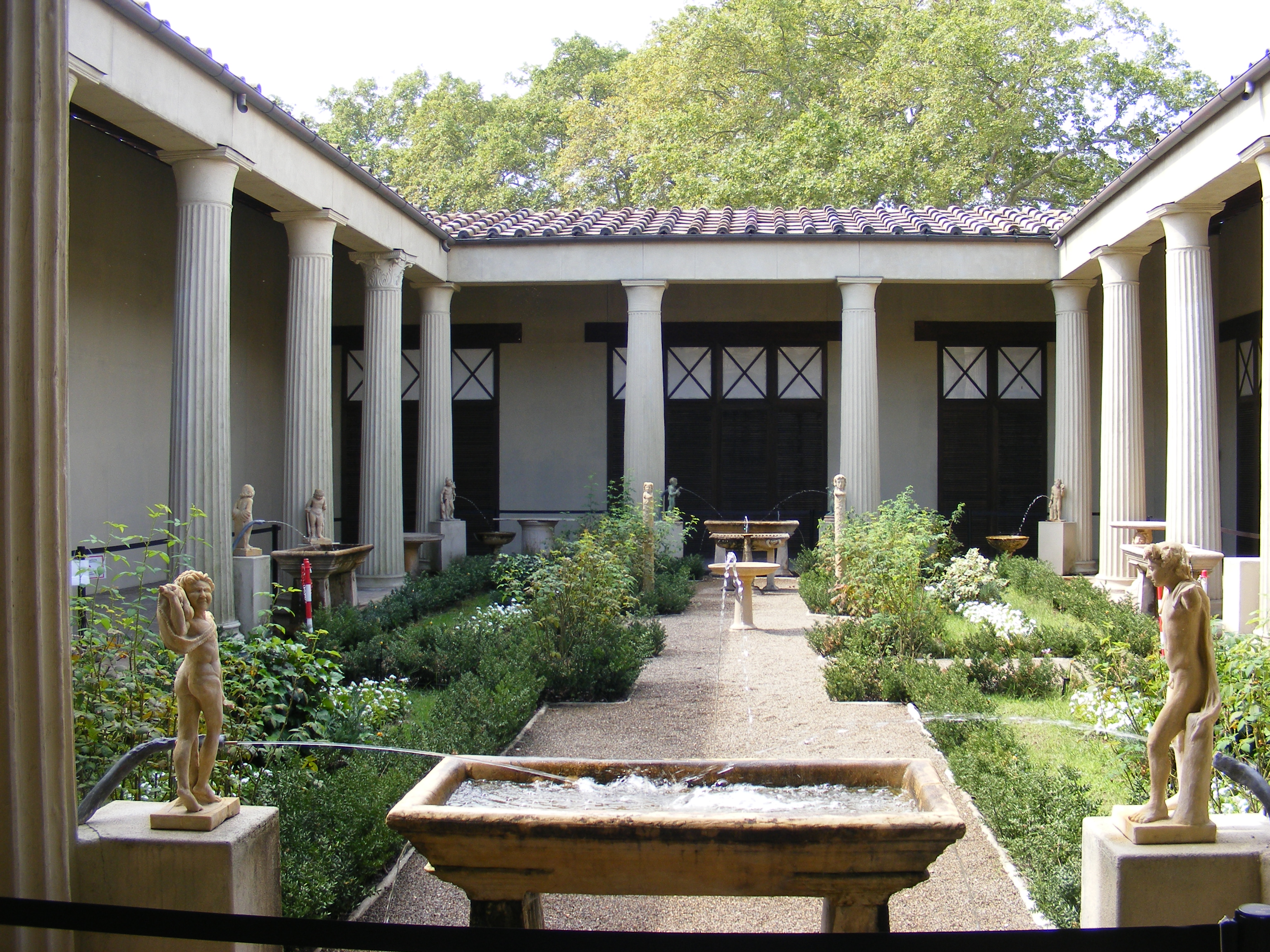
Péristyle de la maison des Vettii de Pompéi.
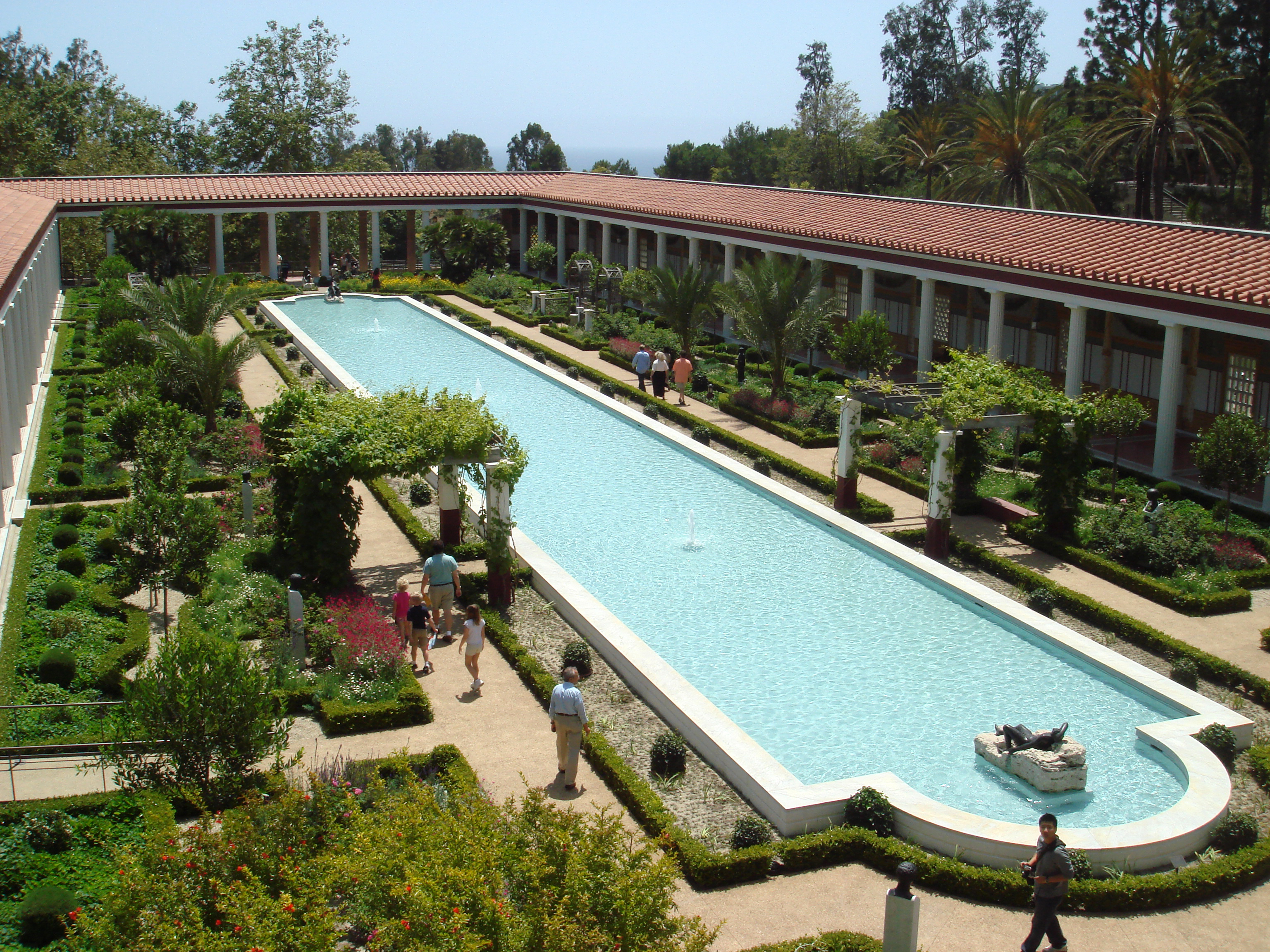
Péristyle de la villa Getty de Los Angeles en Californie.

L'architecture chrétienne et islamique adoptent cet élément avec les cloîtres de monastères et jardin islamique de mosquée. Les riads marocains traditionnels s'organisent également autour du patio. En Espagne, le patio des maisons de style andalou-hispano-mauresque (patio andalou (es)), héritières de l'hispanie romaine, a ses caractéristiques propres, exporté, comme les fincas et haciendas, en Amérique hispanique.

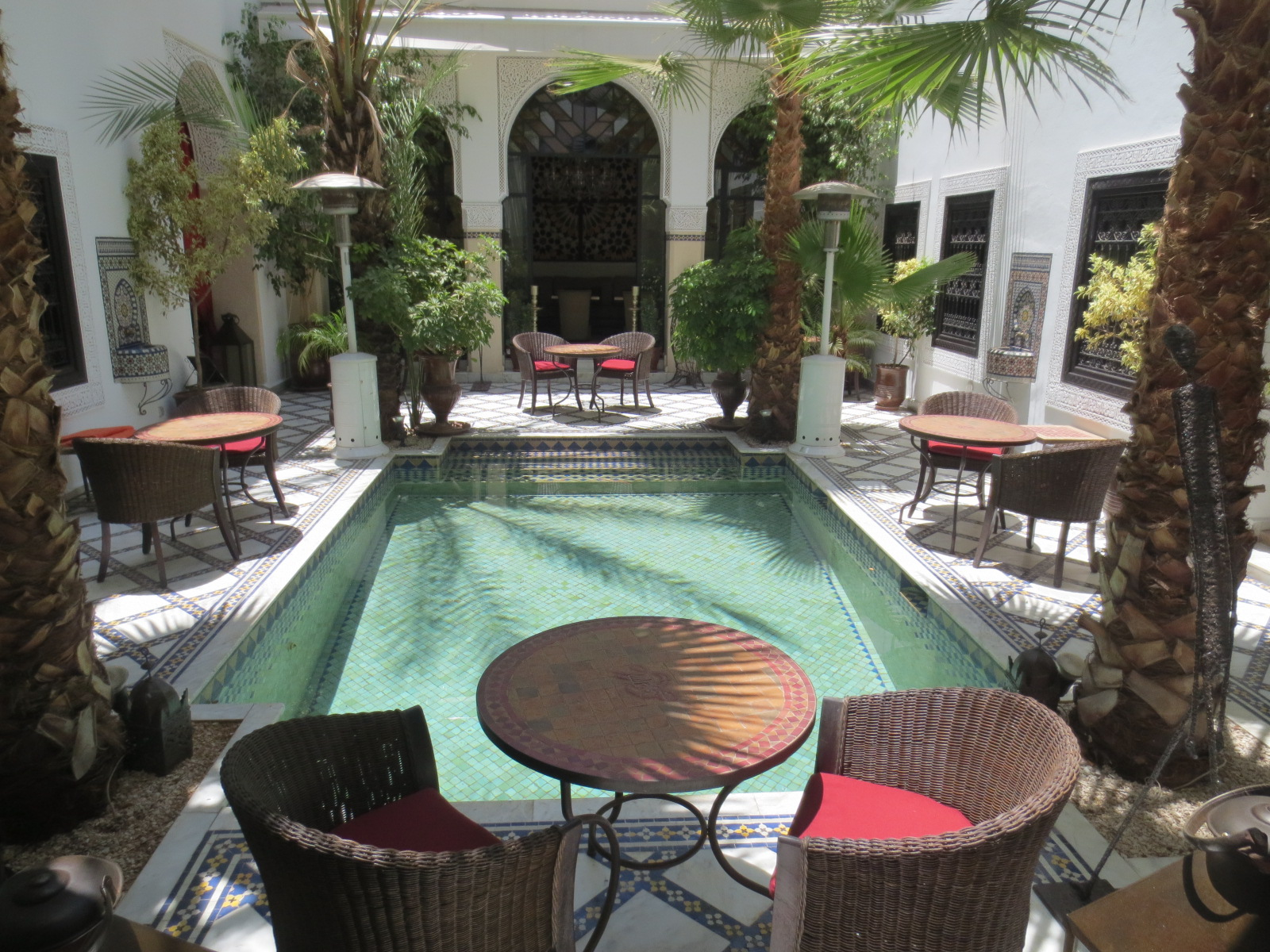
Patio d'un riad de Marrakech au Maroc.
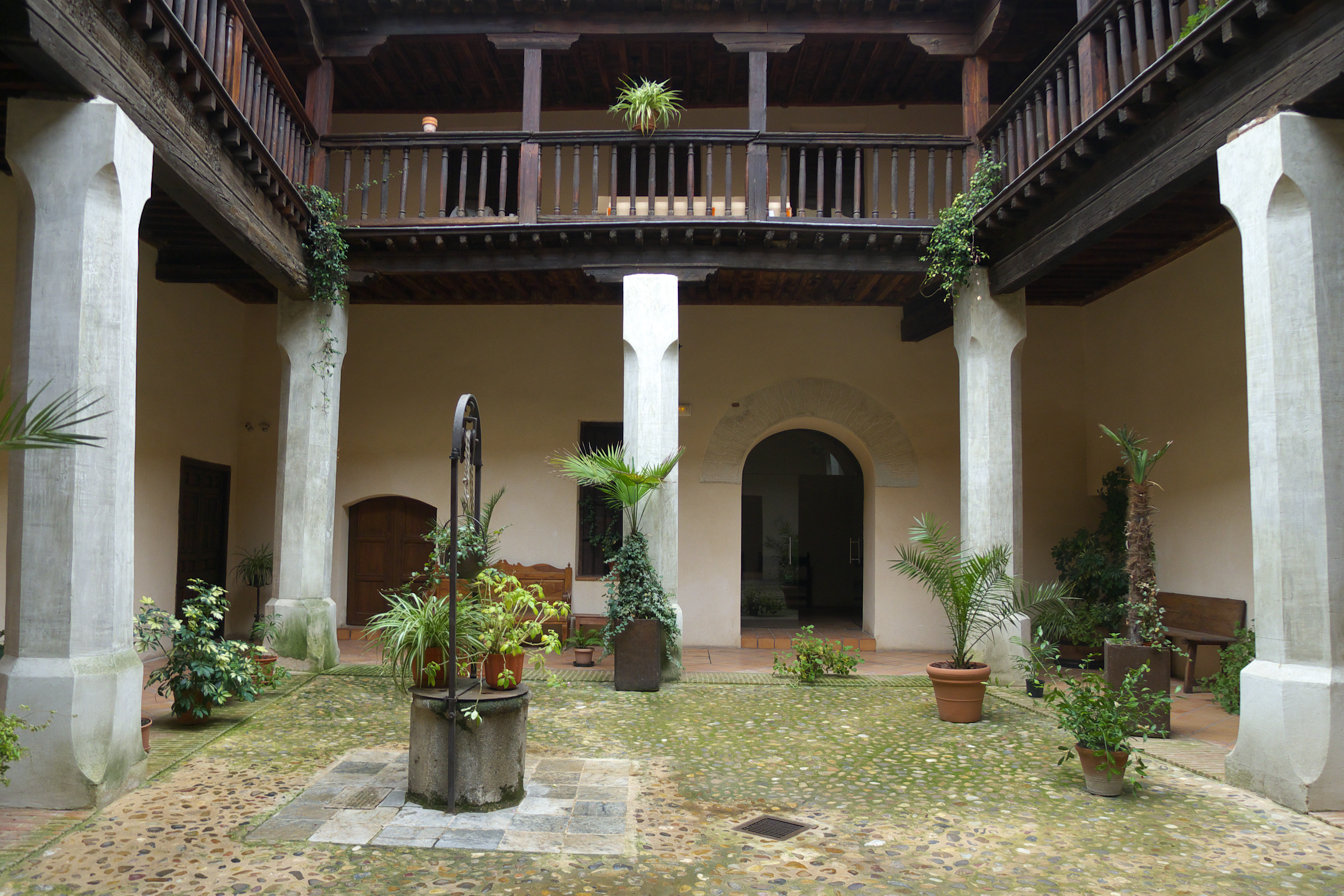
Patio de style mudéjar, de Tolède en Espagne.
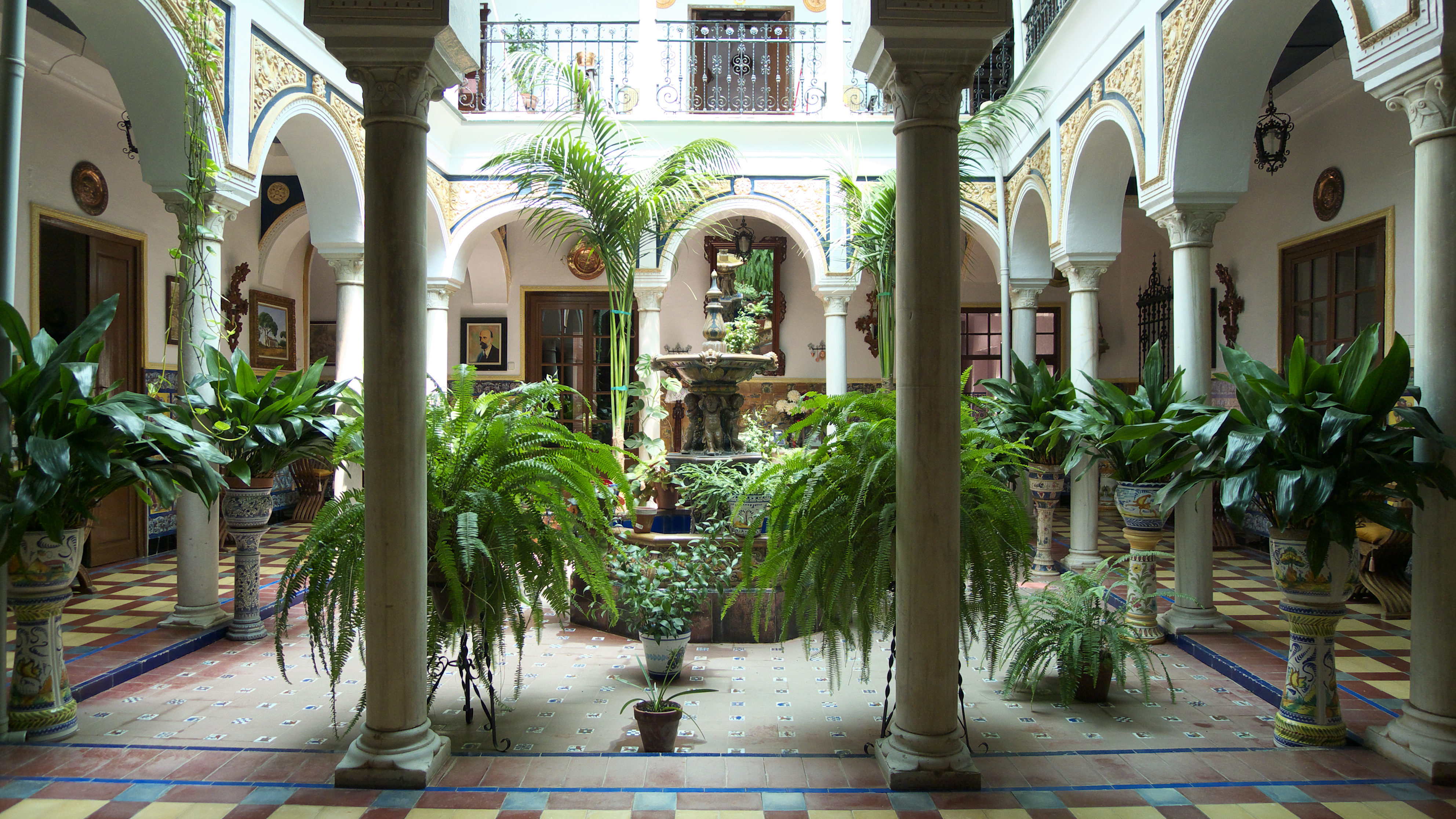
Andalousie.
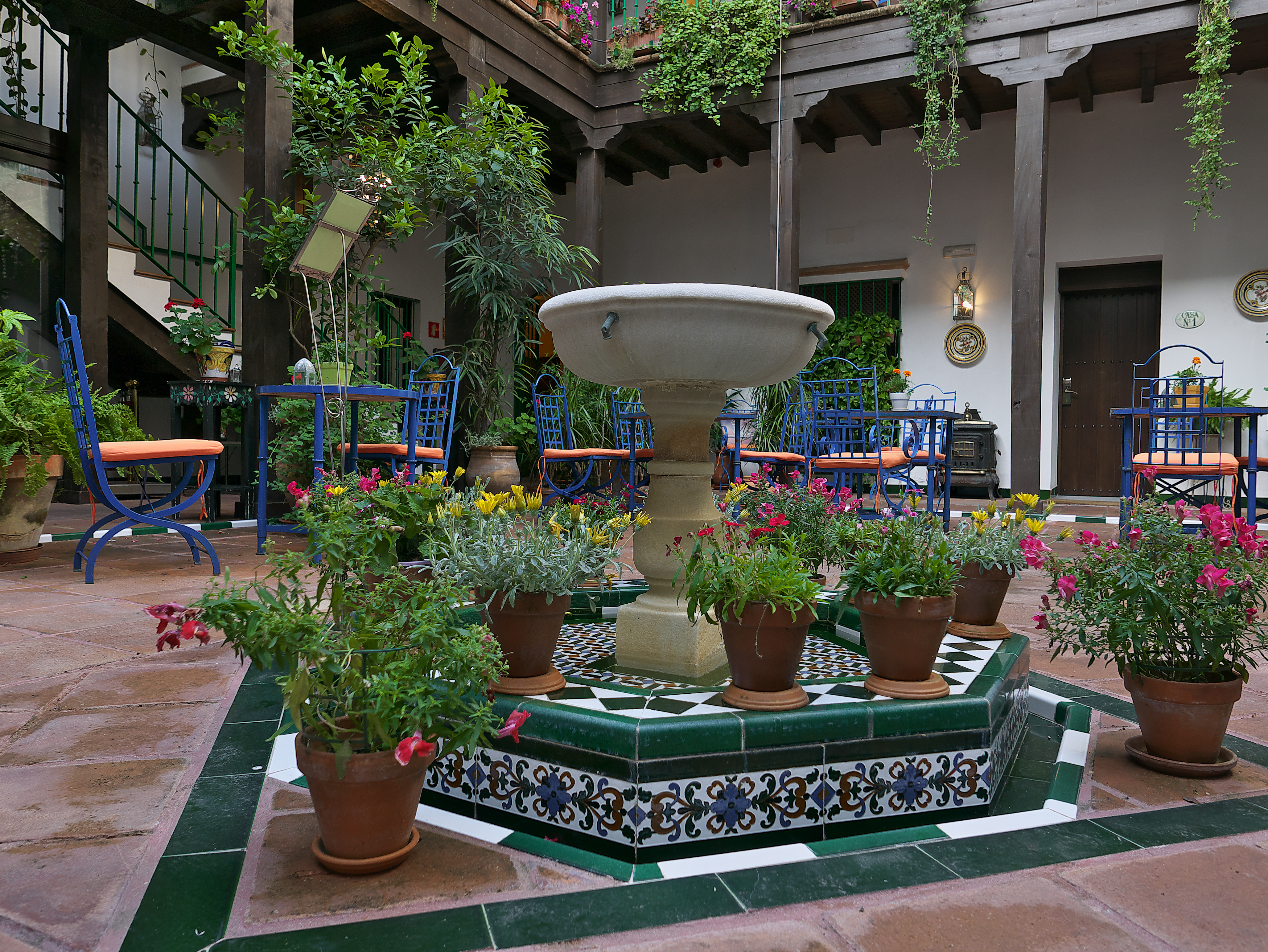
Séville, en Andalousie.
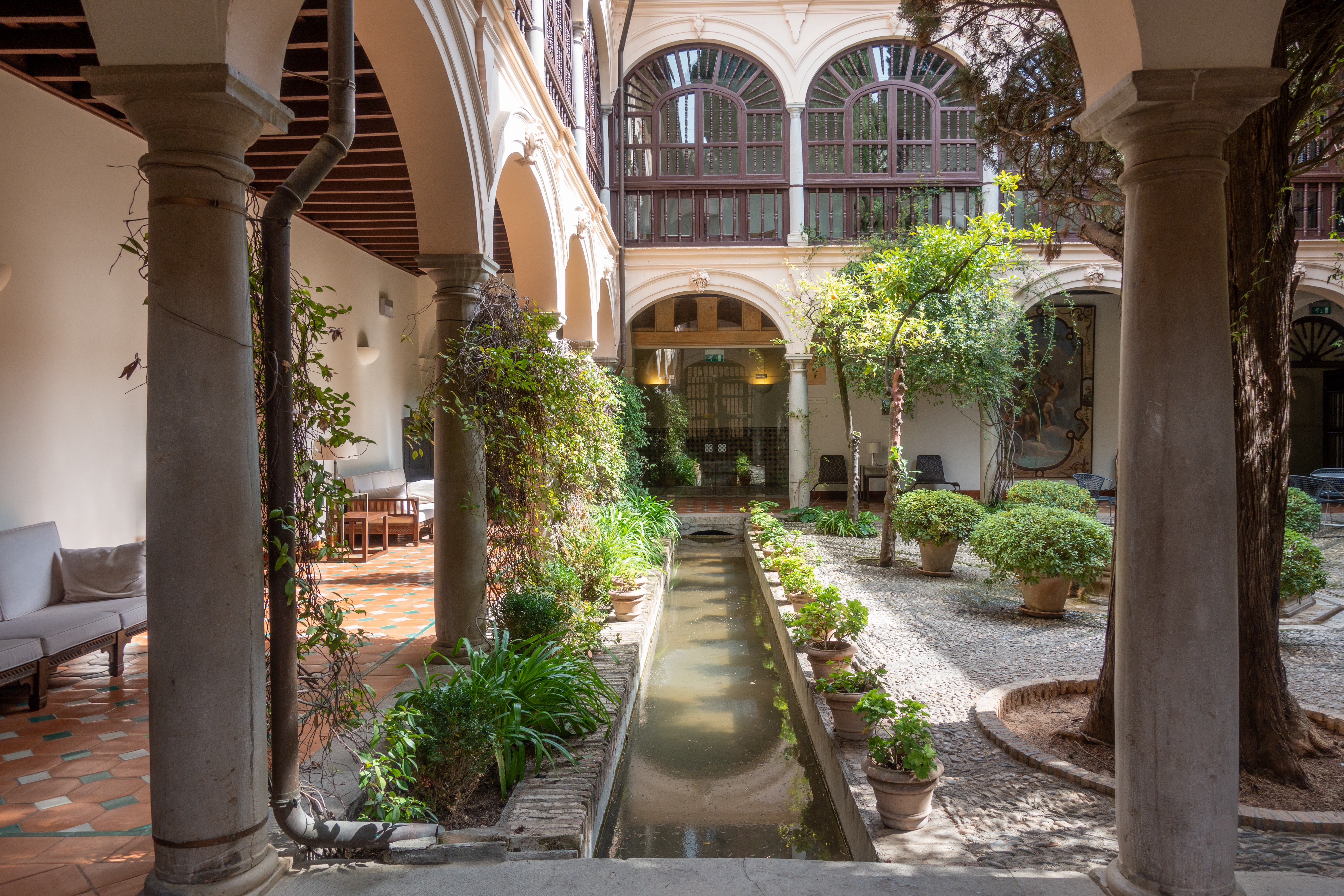
Alhambra, en Andalousie.
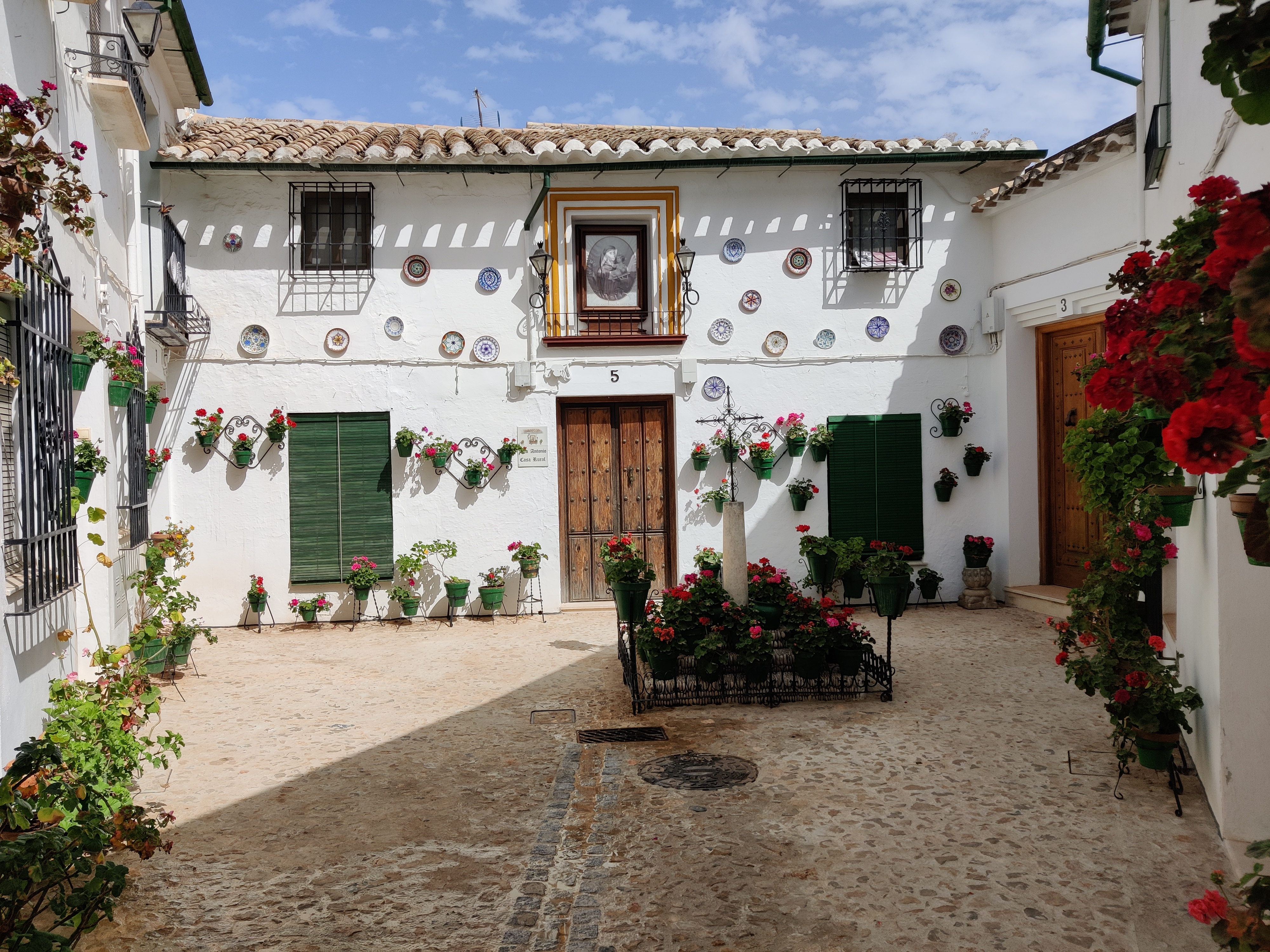
Cordoue, en Andalousie.
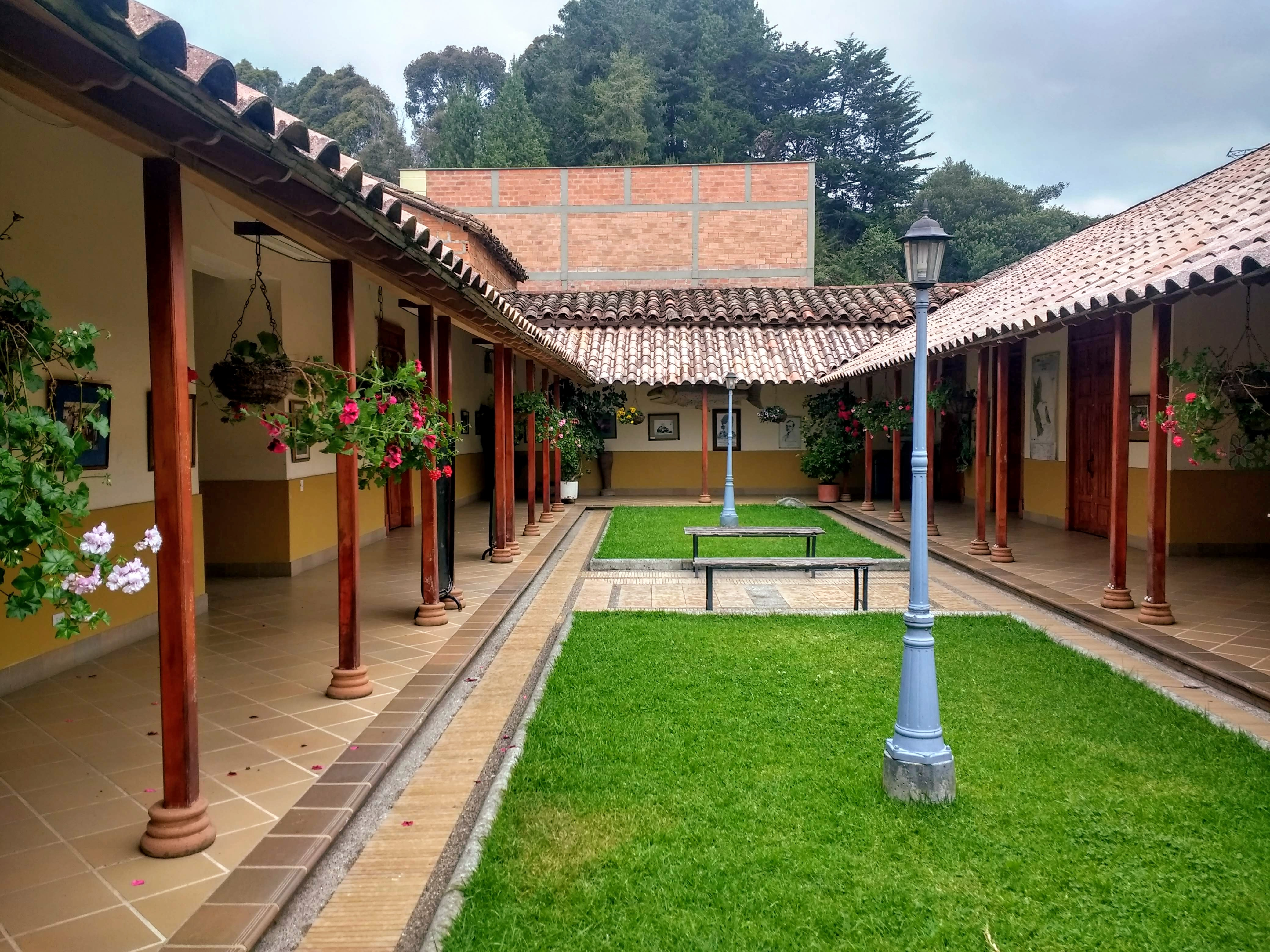
Colombie.
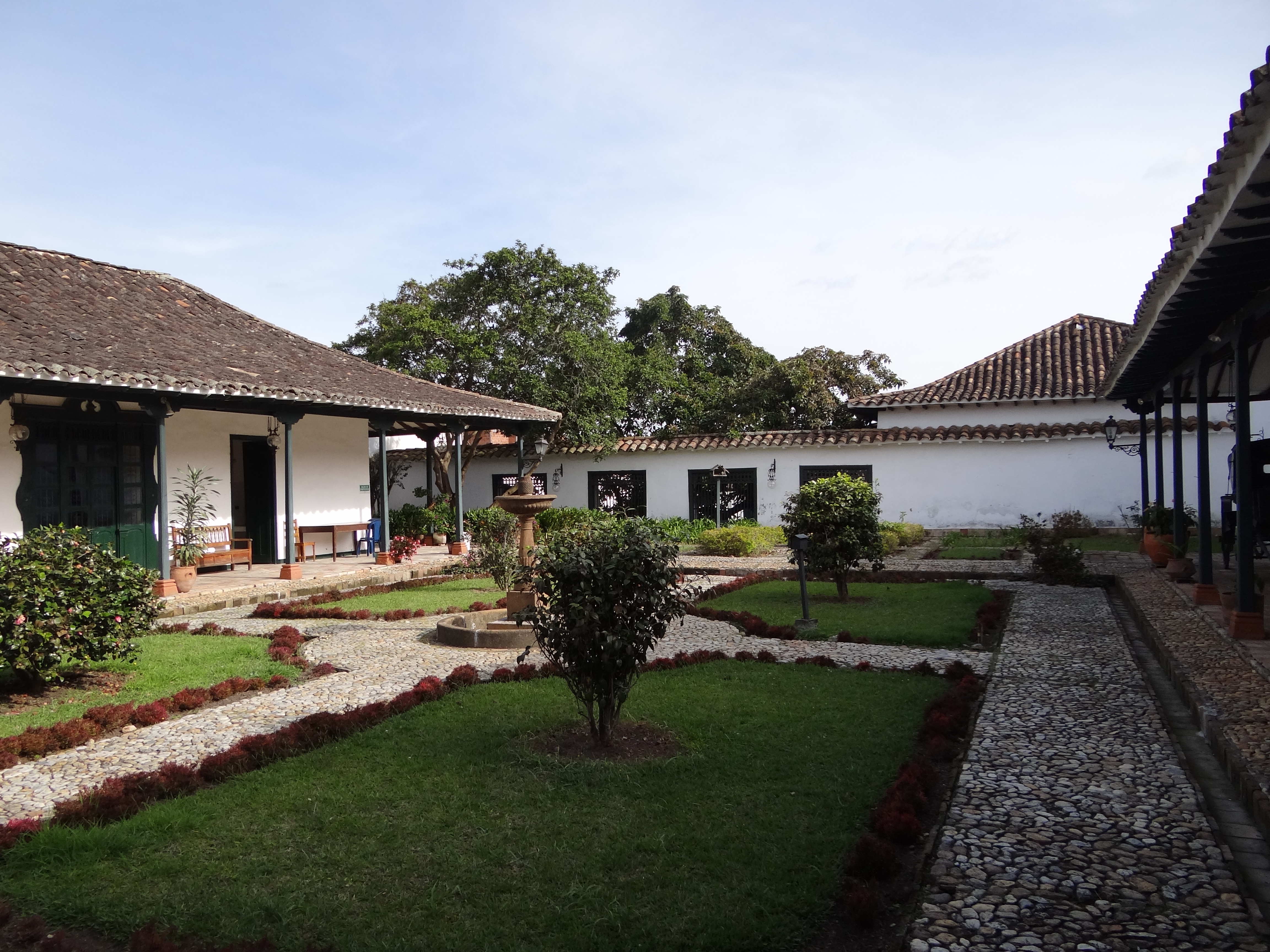
Patio de la Casa de la Convención, en Colombie.
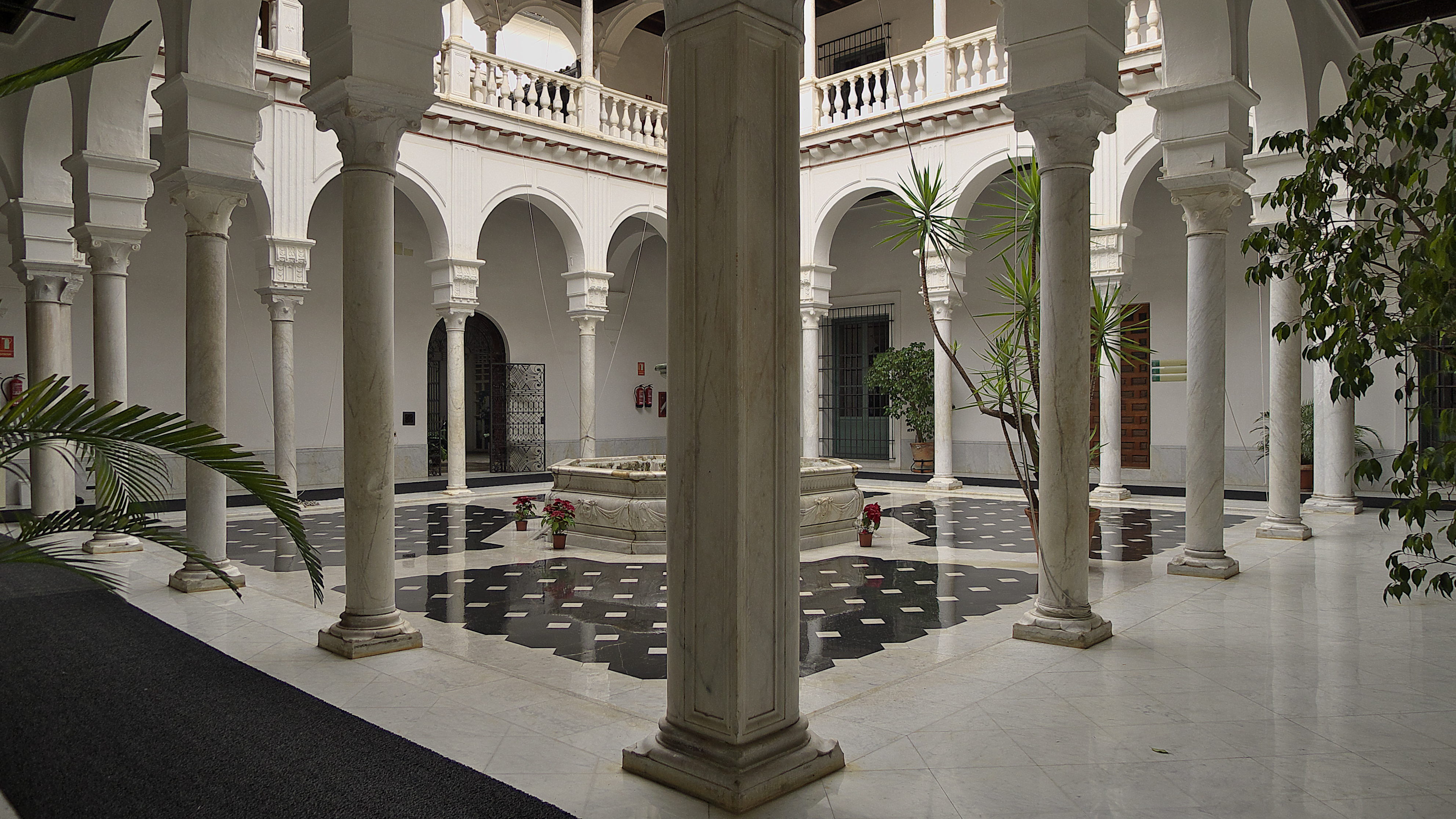
Patio Renaissance (1532) du Palais de Mañara à Séville.

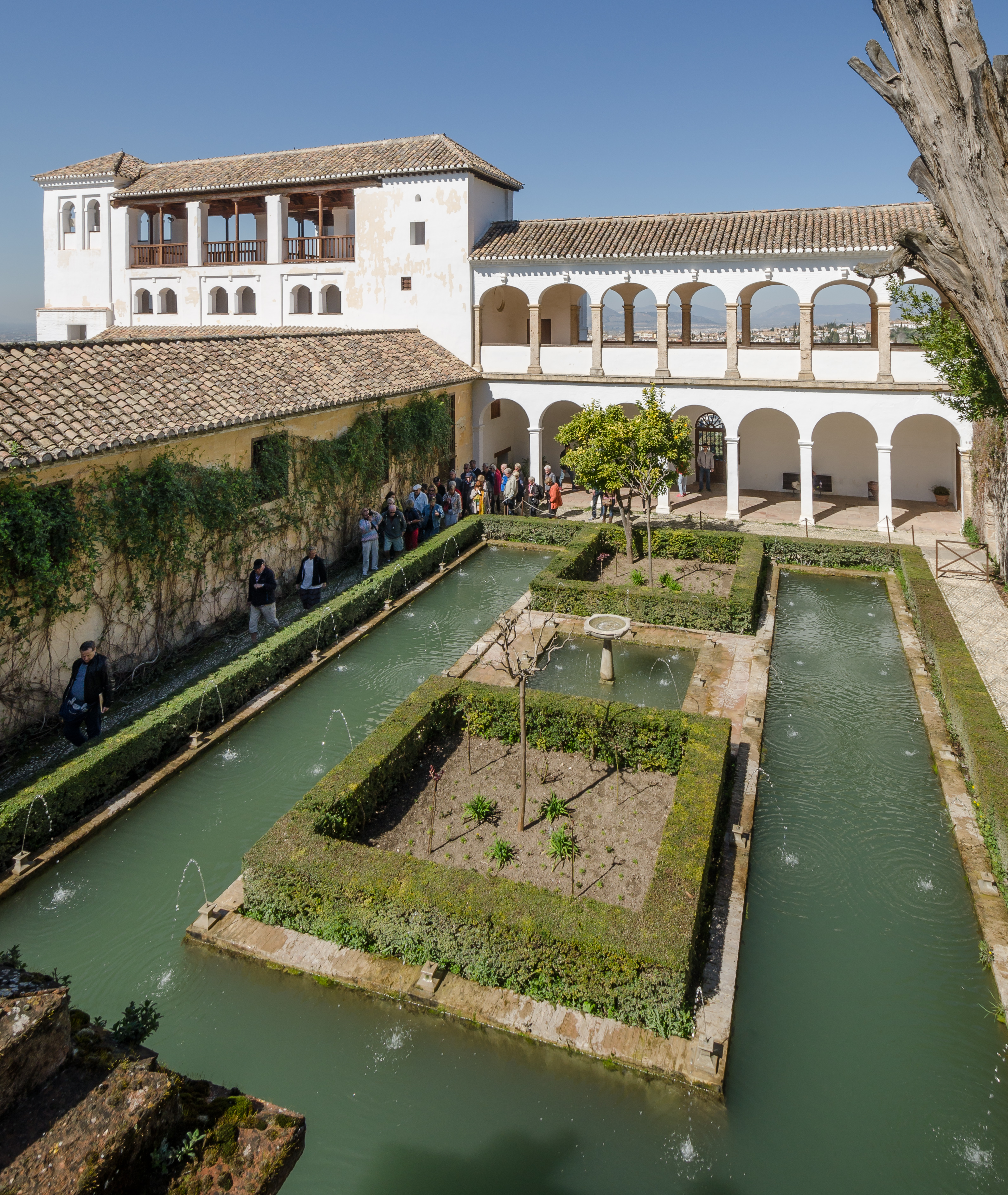
Patio du Généralife de l'Alhambra de Grenade, en Andalousie.

Caractéristique des pays chauds, le patio est un espace extérieur d'agrément, faisant office d'oasis réservé aux repas ou à la détente. Il a une place centrale aussi dans la vie domestique.

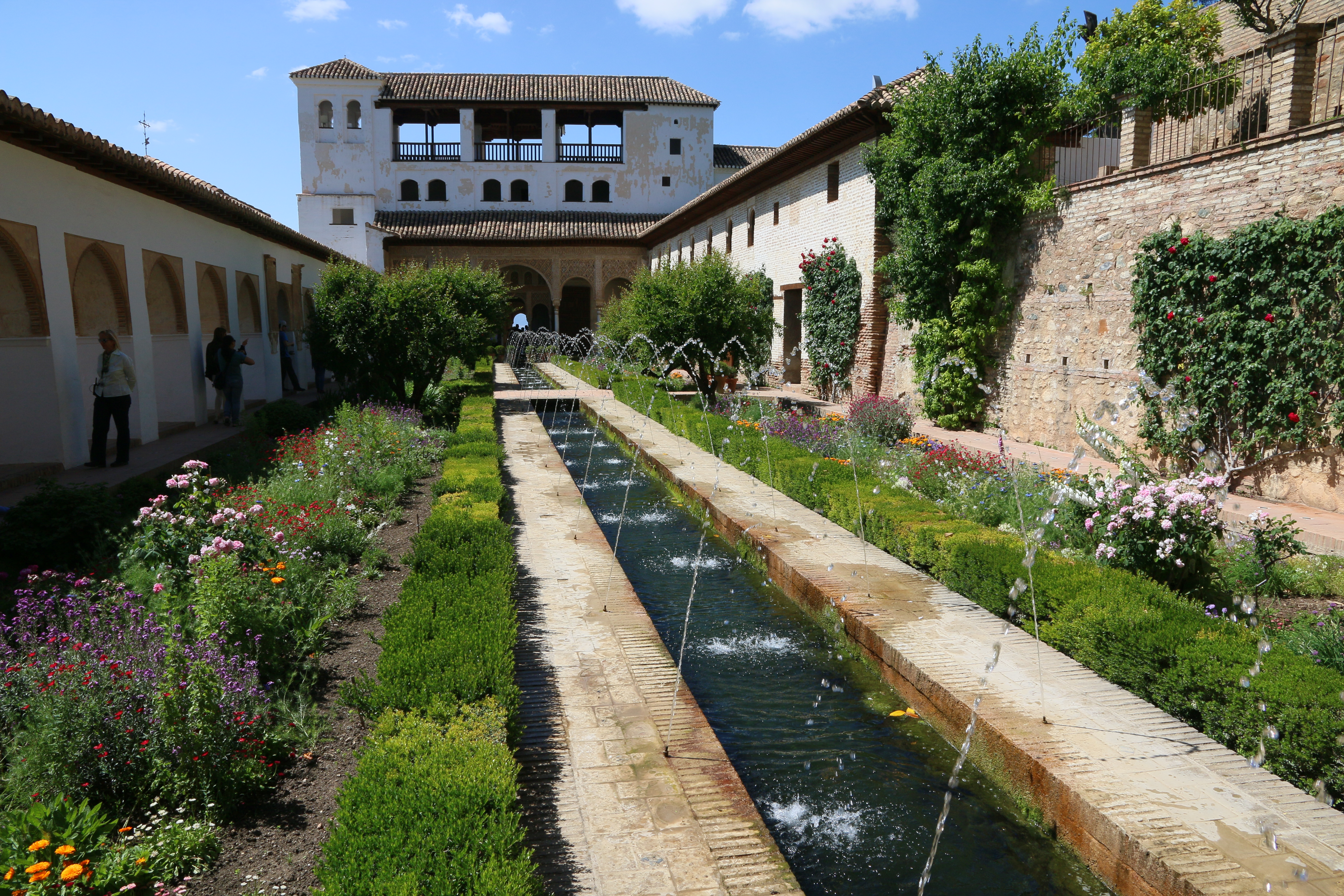
Patio de l'Alhambra en Andalousie en Espagne.

Son effet cuvette engendre un microclimat frais et protège des vents. Il a fréquemment un bassin en son centre dont l'évaporation de l'eau participe au rafraîchissement naturel. Son sol est le plus souvent dallé, mais il peut être aussi en bois, en pierre, en béton, en marbre, en ciment…
Le jardinage de patio se compose surtout de plantations en grands pots de terre cuite ou en jardinières, inspiré en particulier des jardins espagnols et jardins islamiques.

## Adaptation du patio hispano-mauresque

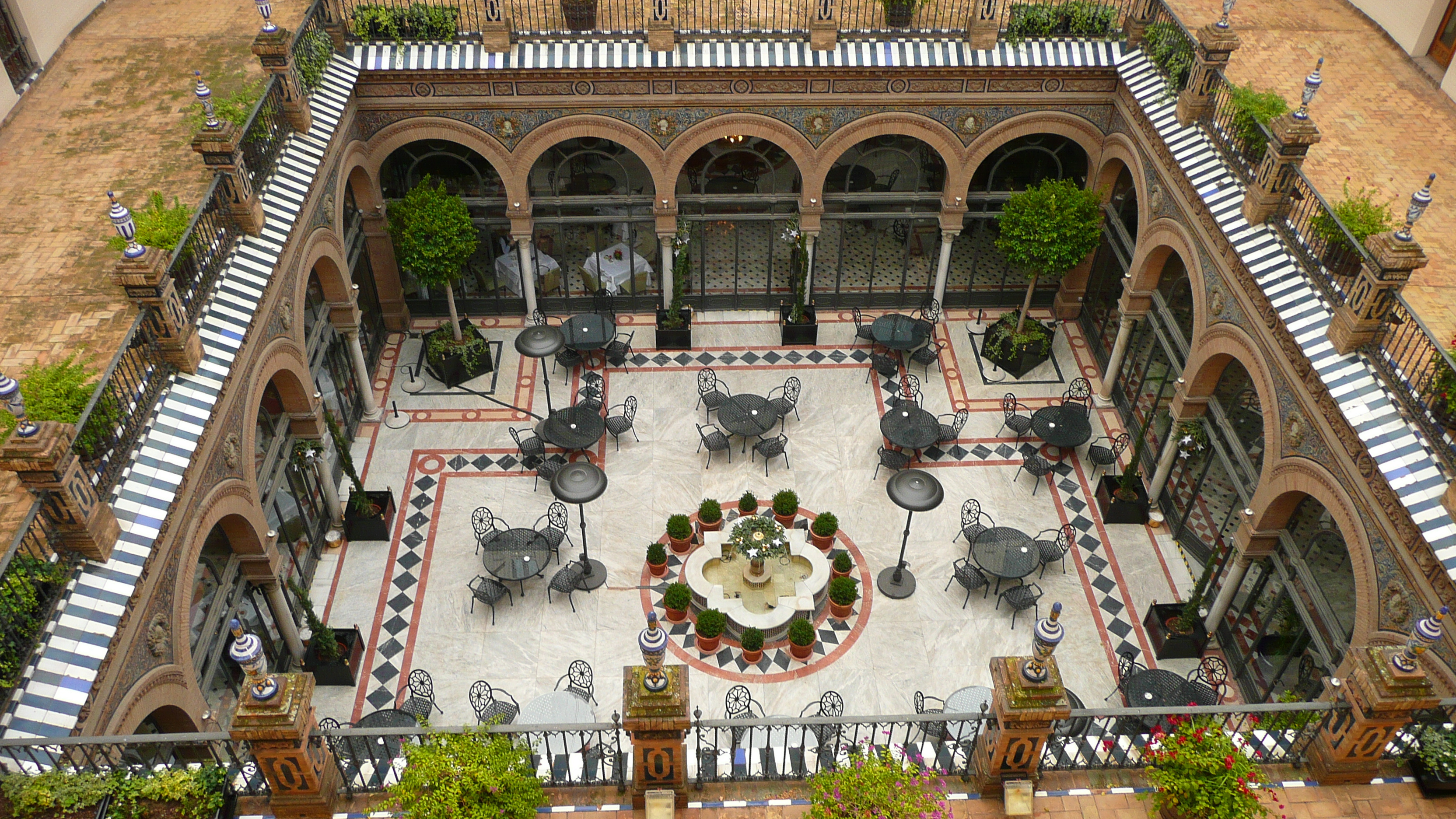
Hôtel Alfonso XIII de Séville, en Andalousie.

Dans l'architecture méditerranéenne traditionnelle, héritière de l'architecture romaine et gréco-romaine, en Espagne (notamment en Andalousie) ou en Afrique du Nord, les maisons sont tournées vers l’intérieur. Elles ne possèdent parfois aucune fenêtre donnant sur l'extérieur. C’est le patio qui éclaire la demeure. Le patio est généralement une sorte d'oasis, constitué d'une fontaine ou d'un bassin recueillant les eaux de pluie, rappelant l'impluvium des domus et villa romaine. Dans les mosquées, ce bassin a une fonction décorative, les ablutions ayant lieu généralement dans des salles réservées.

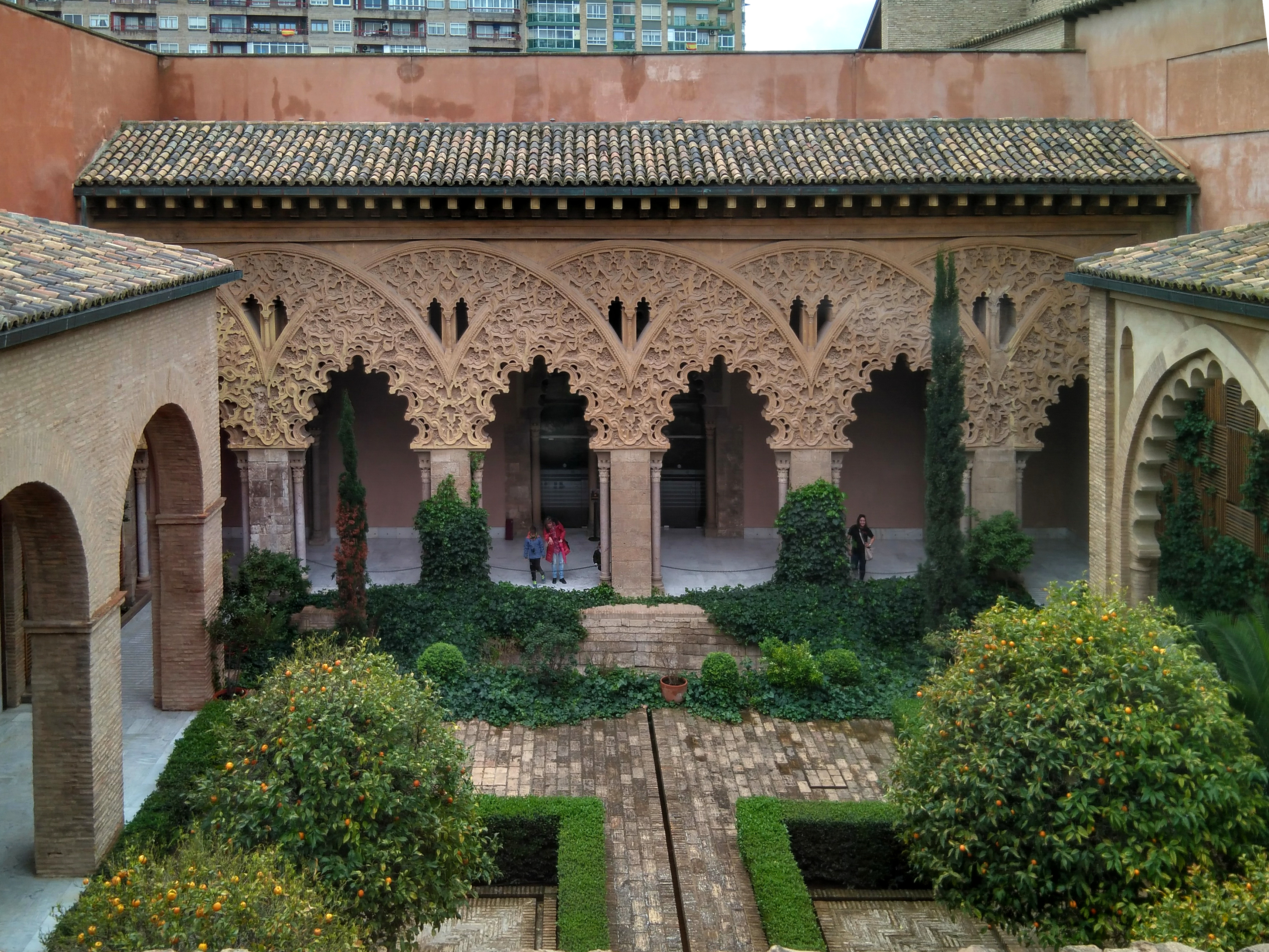
Patio de palais de l'Aljaferia de Saragosse en Espagne.

Le patio traditionnel peut être décoré de colonnades et de céramiques de couleur.
Les maisons occidentales tournées vers l’extérieur avec fenêtres en façade sont parfois agrémentées d'un espace intermédiaire entre l’intérieur et le jardin. Une plate-forme carrelée, cimentée ou parquetée, parfois vitrée, se transforme en jardin d'hiver à la saison froide. Des maisons anciennes ou contemporaines à cour adaptent le concept hispano-mauresque en le coiffant d'une verrière, improprement nommé « patio couvert ».
Voir aussi : le patio des Lions des palais nasrides de l'Alhambra à Grenade.

## Au théâtre: le patio descorrales de comedias

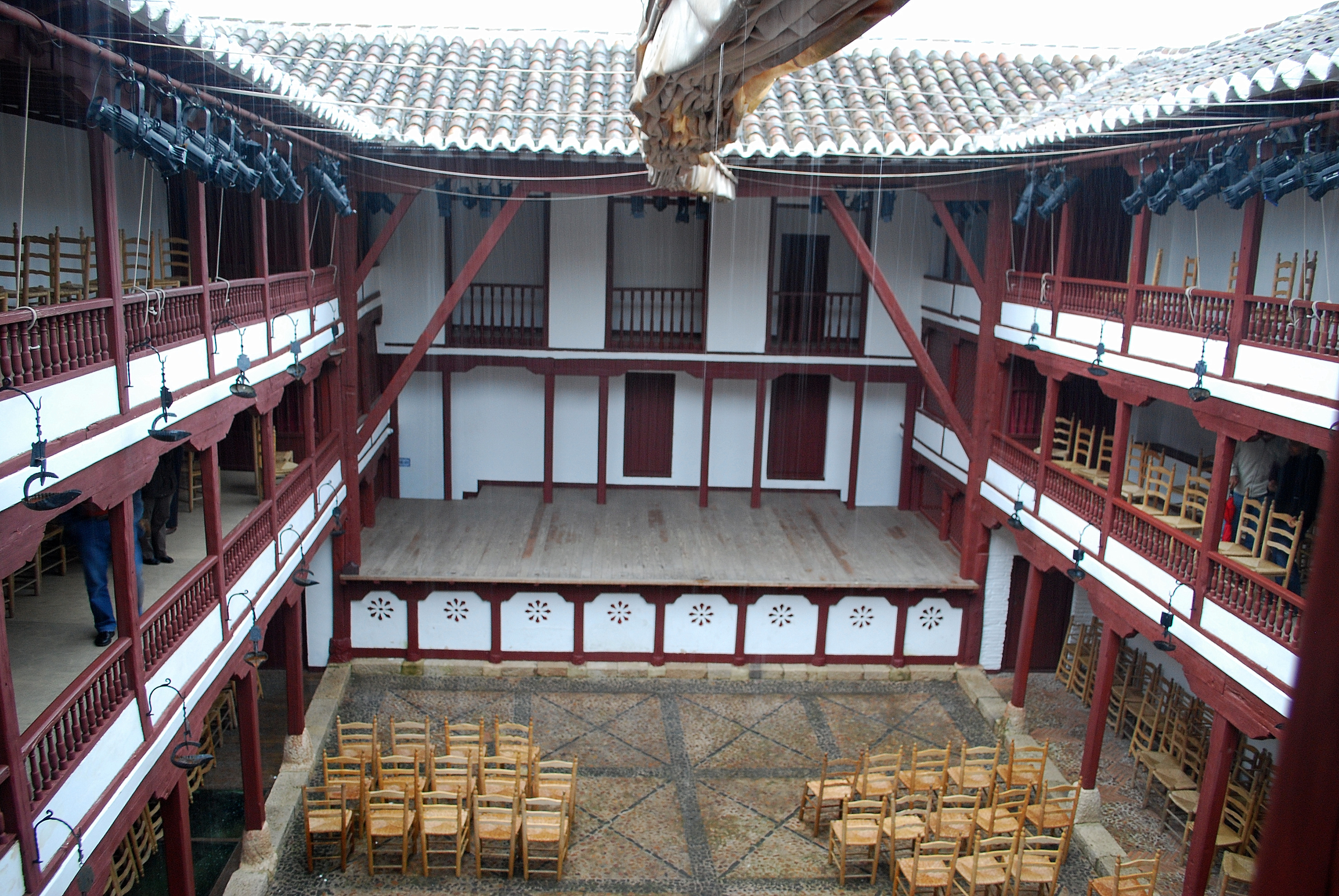
Corral de comedias de 1629, d'Almagro en Espagne.

En Espagne, avant la fin du XVIe siècle, il n’existait pas de lieux spécifiquement consacrés au théâtre populaire. Les premières représentations de comédie se jouaient dans les patios des maisons ou des auberges. Ceci fournit le modèle architectural des premiers théâtres construits en Espagne à la fin du XVIe siècle, les corrales de comedias : un espace clos, non couvert, aménagé dans la cour rectangulaire située entre les maisons ; au fond, une scène, entourée de spectateurs sur trois côtés. Le parterre à ciel ouvert garde le nom de patio. Durant le Siècle d'or, période d'extraordinaire vitalité du théâtre espagnol, de nombreux espaces scéniques furent édifiés sur ce modèle.

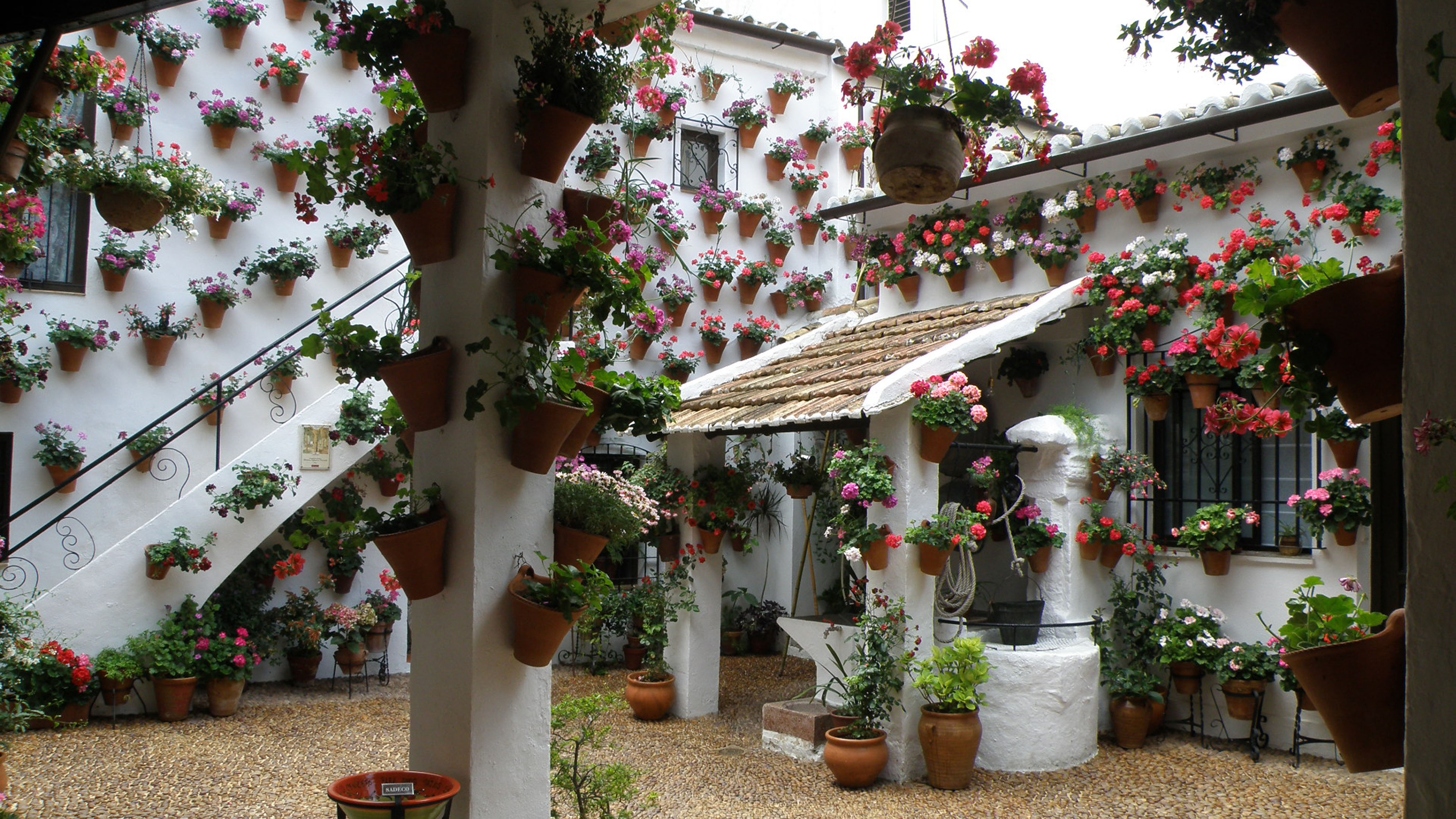
Fête des patios de Cordoue en Andalousie.

## Événements
- La fête des patios de Cordoue : fête traditionnelle durant laquelle les habitants de Cordoue en Andalousie ouvrent leurs patios fleuris au public. Déclarée fêtes d'intérêt touristique national espagnol depuis 1980, et Patrimoine culturel immatériel de l'UNESCO depuis 2012[8],[9],[10],[11].

## Patio dans l'art
La patio est un thème artistique de peinture.

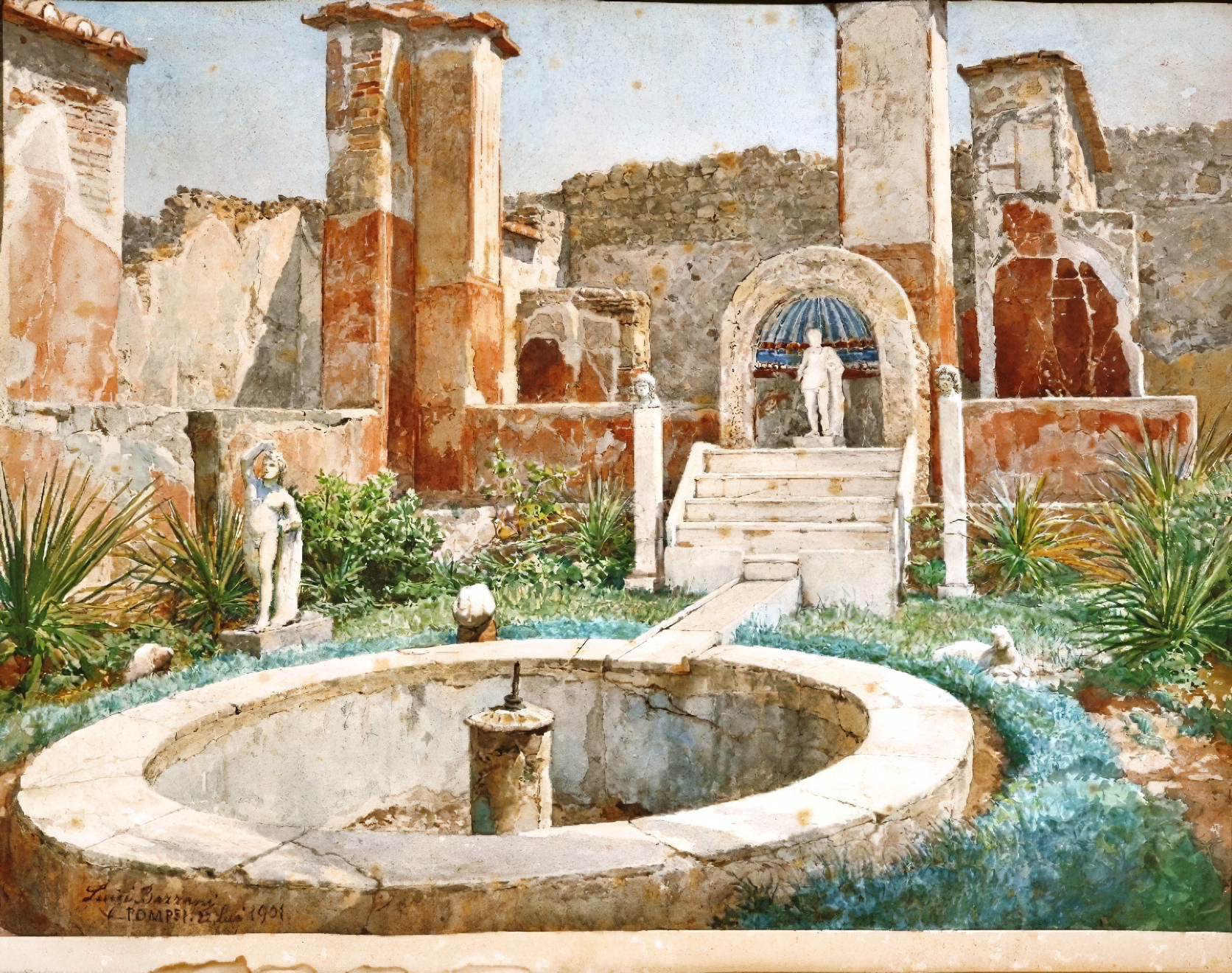
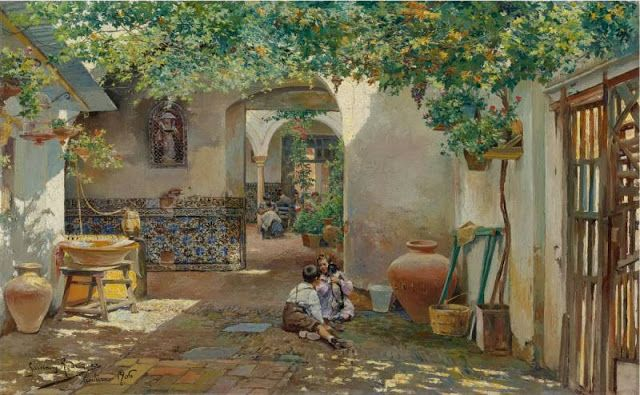
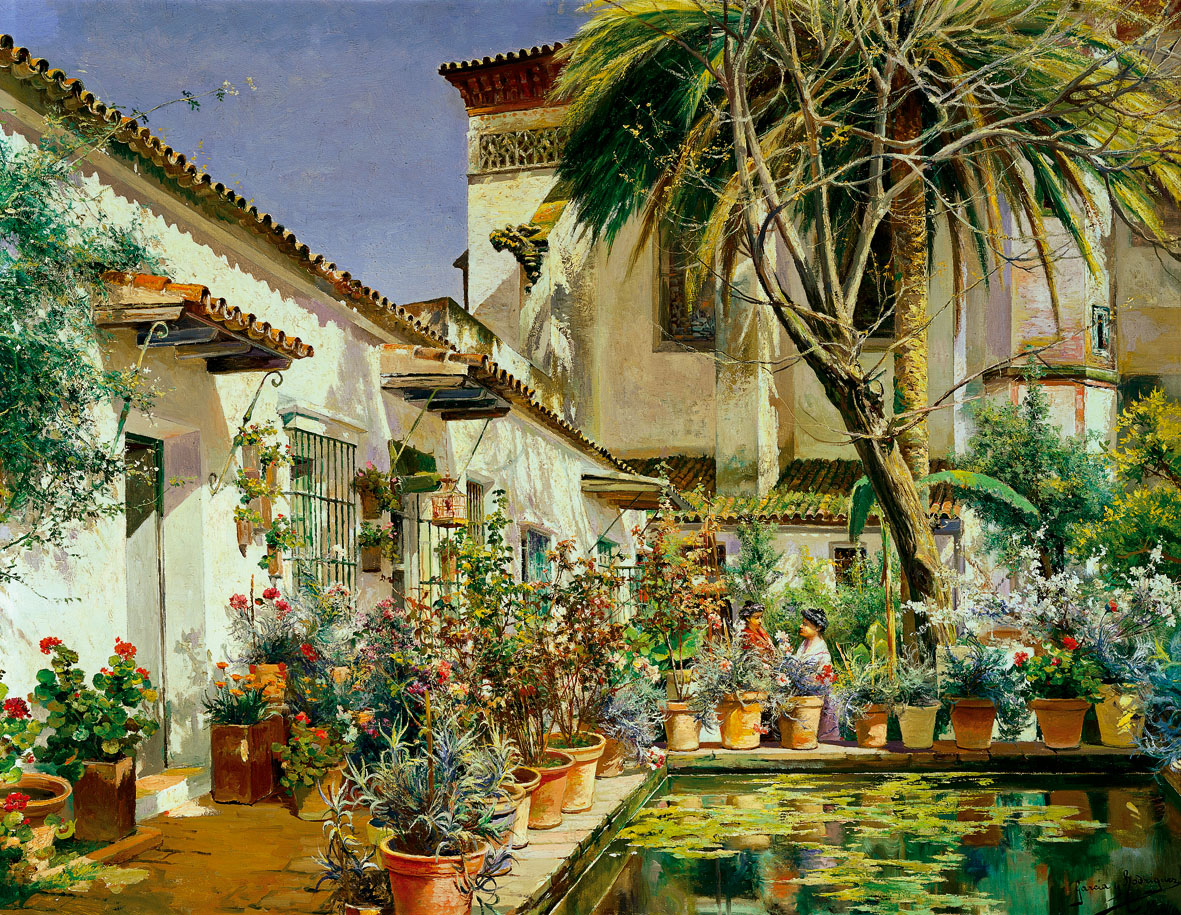
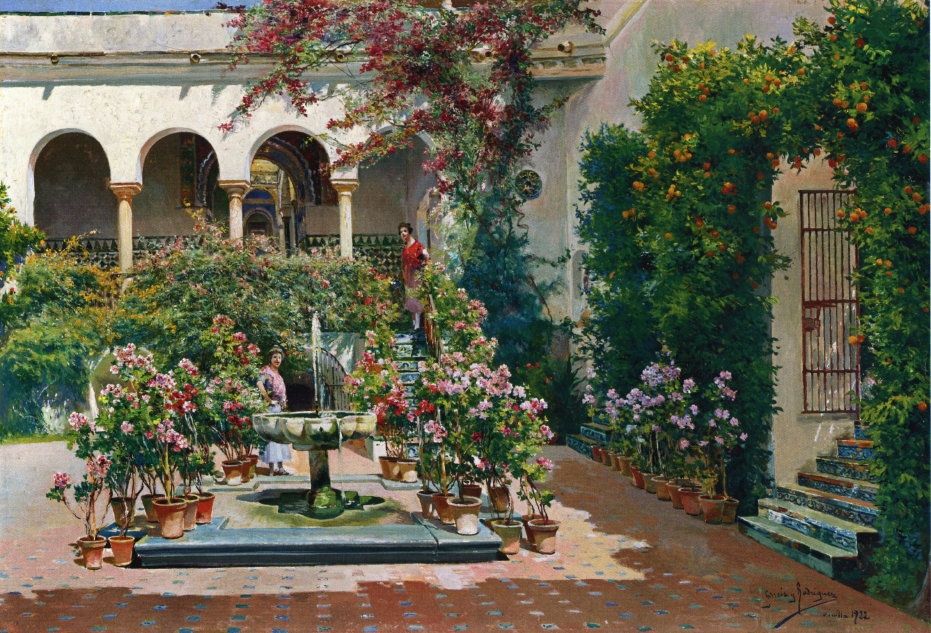
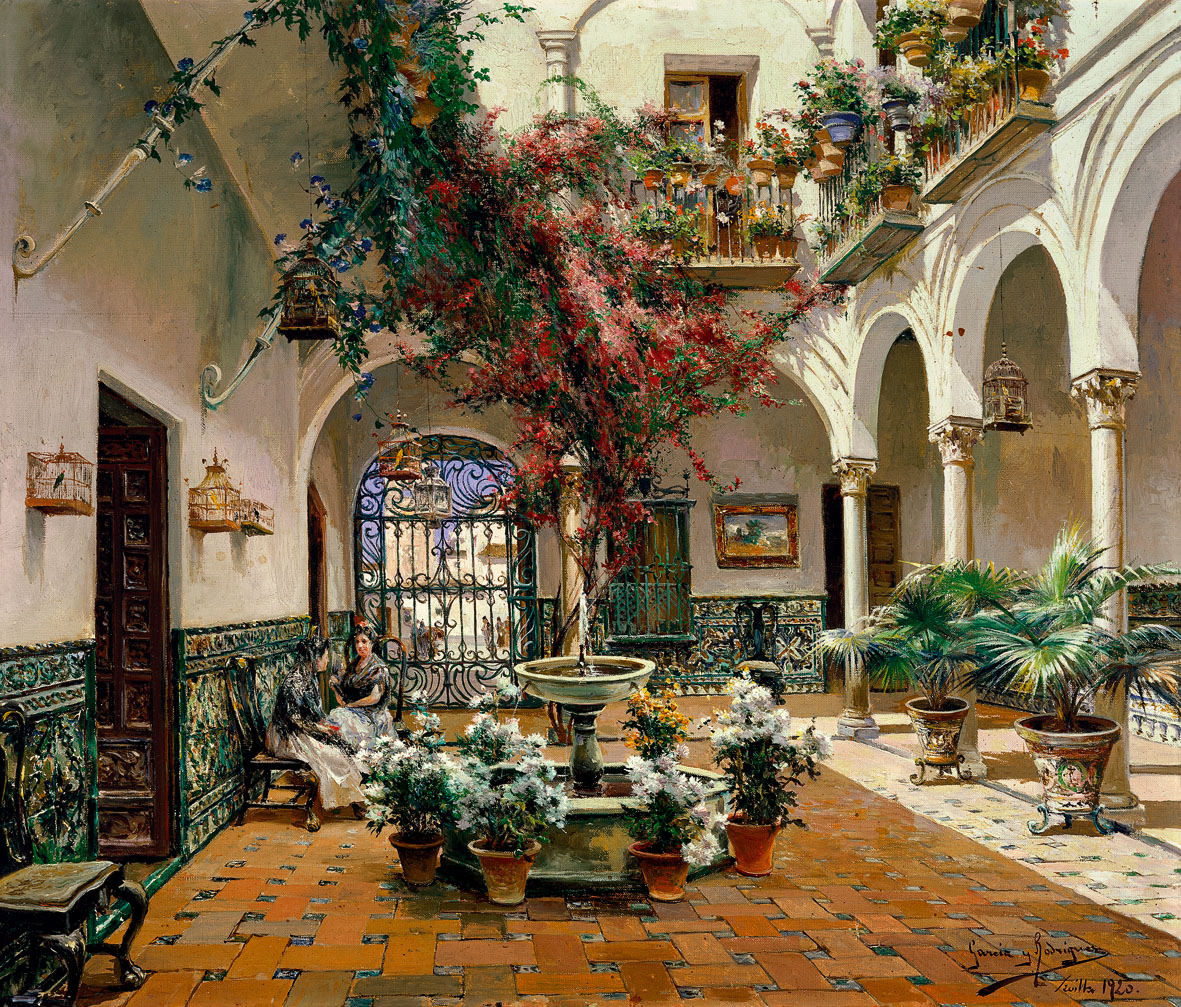